# Eurokod 3
Eurokod 3 (EC 3, EN 1993): Projektowanie konstrukcji stalowych - Norma Europejska, wchodzi w skład Eurokodów, dotyczy projektowania metodą stanów granicznych budynków i obiektów budowlanych ze stali. Zawiera zasady budowy imperfekcyjnego modelu obliczeniowego konstrukcji, uwzględniającego podatność węzłów, jak również doboru metody analizy globalnej pierwszego i drugiego rzędu, sprężystej i niesprężystej.
Bezwzględnie stosowana łącznie z EN 1990 i EN 1991.

## Pakiet Eurokod 3[2]
| EN 1993-1-1  | Część 1-1  | Reguły ogólne i reguły dla budynków.                                                                 |
| EN 1993-1-2  | Część 1-2  | Reguły ogólne - Obliczanie konstrukcji z uwagi na warunki pożarowe                                   |
| EN 1993-1-3  | Część 1-3  | Reguły ogólne - Reguły uzupełniające dla konstrukcji z kształtowników i blach profilowanych na zimno |
| EN 1993-1-4  | Część 1-4  | Reguły ogólne - Reguły uzupełniające dla konstrukcji ze stali nierdzewnych                           |
| EN 1993-1-5  | Część 1-5  | Blachownice                                                                                          |
| EN 1993-1-6  | Część 1-6  | Wytrzymałość i stateczność konstrukcji powłokowych                                                   |
| EN 1993-1-7  | Część 1-7  | Wytrzymałość i stateczność blachownic powierzchniowych przy obciążeniach poprzecznych                |
| EN 1993-1-8  | Część 1-8  | Projektowanie węzłów                                                                                 |
| EN 1993-1-9  | Część 1-9  | Zmęczenie                                                                                            |
| EN 1993-1-10 | Część 1-10 | Dobór stali ze względu na odporność na kruche pękanie i ciągliwość międzywarstwową                   |
| EN 1993-1-11 | Część 1-11 | Konstrukcje cięgnowe                                                                                 |
| EN 1993-1-12 | Część 1-12 | Dodatkowe reguły stosowania EN 1993 uwzględniające wyższe gatunki stali z S700 włącznie              |
| EN 1993-3-1  | Część 3-1  | Wieże, maszty i kominy - Wieże i maszty                                                              |
| EN 1993-3-2  | Część 3-2  | Wieże, maszty i kominy - Kominy                                                                      |
| EN 1993-4-1  | Część 4-1  | Silosy                                                                                               |
| EN 1993-4-2  | Część 4-2  | Zbiorniki                                                                                            |
| EN 1993-4-3  | Część 4-3  | Rurociągi                                                                                            |
| EN 1993-5    | Część 5    | Palowanie i grodzie                                                                                  |
| EN 1993-6    | Część 6    | Konstrukcje wsporcze suwnic                                                                          |